# 佐賀県道295号竹崎上田古里線
佐賀県道295号竹崎上田古里線（さがけんどう295ごう たけざきかみたこりせん）は、佐賀県藤津郡太良町を通る一般県道である。

## 概要
藤津郡太良町大字大浦甲から藤津郡太良町大字大浦丁に至る。旧竹崎港線。
終点付近においては、かつては長崎本線を踏切でまたぐルートをとっていたが、バイパス開通により長崎本線の上を跨線橋（竹崎蟹橋）でまたぐルートとなった。

### 路線データ
- 起点：佐賀県藤津郡太良町大字大浦甲（竹崎港付近）
- 終点：佐賀県藤津郡太良町大字大浦丁（田古里交差点、国道207号交点）

## 歴史
- 1993年（平成5年）4月1日 - 長崎本線を立体化するバイパス工事に着手[1]。
- 2002年（平成14年）10月2日 - バイパス開通[2]。

## 路線状況

### 通称
- グルメロード

### 道路施設

#### 橋梁
- 竹崎蟹橋（長崎本線、藤津郡太良町）

## 地理

### 通過する自治体
- 藤津郡太良町

### 交差する道路
| 交差する道路 | 交差する場所 | 交差する場所        |
| ------------ | ------------ | ------------------- |
| 国道207号    | 大字大浦丁   | 田古里交差点 / 終点 |

### 交差する鉄道
- 長崎本線

### 沿線
- 竹崎港
- 太良町立大浦小学校（終点付近）
- JR九州長崎本線 肥前大浦駅（終点付近）